# Джаяпракаш Малла
Джаяпракаш Малла (Джайя Пракаш Малла, непальск. जयप्रकाश मल्ल; умер в 1768) — последний монарх Йена (यें) или Кантипура (कान्तिपुर), что соответствует современному Катманду. Правил в 1736—1746 годах, а затем с 1750 года до своей смерти в 1769 году. Один из последних представителей неварской династии Малла, разгромленных гуркхами Притхвинараян Шаха в ходе объединения Непала.

## Биография
Провёл большую часть своего правления в постоянных конфликтах с другими непальскими королевствами, включая Горкхское государство Притхвинараян Шаха. Несмотря на многочисленные внешние угрозы и внутренние неурядицы, он, согласно историческим сводкам, оставался стойким и невозмутимым правителем.
Когда горкхский король Притхвинараян Шах в 1744 году напал на Нувакот, протекторат Кантипура, Джаяпракаш Малла послал туда войска под командованием Каширам Тхапы, однако они были разгромлены в 1746 году. Взбешённый Джаяпракаш Малла казнил своего проигравшего полководца.
В 1762 году горкхские силы окружили Кантипур (Катманду); блокада путей поставок зерна угрожала горожанам голодом. В отчаянии Джаяпракаш обратился за помощью для снятия осады города к Британской Ост-Индской компании, однако её силы так и не подошли вовремя. 26 сентября 1768 года Вамшарай Панде и ещё несколько военачальников Притхвинараян Шаха нанесли Джаяпракашу поражение в битве при Катманду 1768 года. После краткого сражения Джаяпракаш был низложен как последний правитель Катманду (в то время Кантипур-Катманду функционировал как независимое княжество) из династии Малла, а горкхские силы заняли город, пока горожане Катманду праздновали праздник Индраджатра.
Почувствовав, что знать его предала, и он остался беспомощен, Джаяпракаш Малла отправился в поисках убежища в Лалитпур. Там правил представитель его династии Теджнарасимха Малла. Однако им обоим пришлось снова бежать, когда укрепившийся в Катманду Притхвинараян Шах, напал и на Лалитпур. Путь лежал в Бхактапур; когда и он пал перед войсками Притхвинараяна, приютивший своих изгнанных родственников здешний правитель Ранаджит Малла (также известный как автор неварской литературы) сдался и затем был отправлен в Каши, где провёл остаток своей жизни; Джаяпракаш Малла умер, а Теджнарасимха Малла был пожизненно заключен под стражу.
Джаяпракаш Малла также внёс свой вклад в литературу на неварском языке такими произведениями, как «Падма Самучая» и тремя драмами на тему индуистской мифологии: «Ратнешвар Прадурбхав», «Бирдхводжопахьян Натакам» и «Бхайравпрадурбхав».